# Ватутин, Николай Фёдорович
Никола́й Фёдорович Вату́тин (3 [16] декабря 1901, Чепухино, Воронежская губерния, Российская империя — 15 апреля 1944, Киев, УССР, СССР) — советский военачальник, генерал армии (12 февраля 1943 года), Герой Советского Союза (15 апреля 1965 года, посмертно).
Выходец из крестьянской семьи, Николай Ватутин прошёл путь от красноармейца до генерала армии. В годы Великой Отечественной войны он возглавлял войска Воронежского, Юго-Западного и 1-го Украинского фронтов до своей гибели в 1944 году.
В СССР Ватутину были установлены памятники и названы многочисленные географические объекты, начиная с городов и заканчивая переулками.

## Биография
Николай Фёдорович родился 3 (16) декабря 1901 года в Чепухино Валуйского уезда Воронежской губернии в семье Фёдора Григорьевича (?—1922) и Веры Ефимовны Ватутиных (1877—1955). Русский. Помимо Николая, в семье Ватутиных было ещё четыре сына и четыре дочери.
До 1911 года семья Ватутина жила вместе с двумя братьями отца семейства и вела с ними общее хозяйство на 15 десятинах земли (к тому же семья каждый год брала в наём ещё 10 десятин помещичьей земли), держала ветряную мельницу. С 1911 года и до начала революционных событий 1917 года родители будущего полководца занимались середняцким земледельческим хозяйством на 10—11 десятинах, отданных в аренду.
С 1909 по 1913 год Ватутин обучался в церковно-приходской школе села Чепухино, затем (c 1913 по 1915 годы) — в земском училище города Валуйки, которое окончил с похвальным листом. С 1915 по 1917 год Ватутин продолжал образование в 4-м классе коммерческого училища посёлка Уразово Валуйского уезда, Воронежской губернии (ныне Валуйский район Белгородской области), где также получал стипендию. В 1917 году выплату стипендии приостановили, в связи с чем Николай Фёдорович ушёл из училища, вернувшись в родное село, где жил и работал до апреля 1920 года.
В революционных действиях не участвовал, хоть и находился с июля по ноябрь 1919 года на землях, занятых армией А. И. Деникина.

### Призыв и учёба

Комроты Н. Ф. Ватутин
1926 год

25 апреля 1920 года Н. Ф. Ватутин был призван в РККА по мобилизации Валуйским уездным военкоматом. Впоследствии он — красноармеец 3-го запасного стрелкового полка (Харьков), красноармеец 113-го запасного стрелкового батальона (Луганск). Батальон был задействован в боях с махновцами под Луганском и Старобельском и отрядами УНР в районе Полтавы, Перещепино, Михайловки.
В 1922 году Ватутин окончил 14-ю Полтавскую пехотную школу, получив удостоверение краскома[уточнить] из рук заместителя председателя СНК УССР М. В. Фрунзе. В том же году Ватутин пережил тяжёлую личную трагедию: в Чепухине умерли от голода его отец, дед и младший брат.
С сентября 1922 по август 1926 года Н. Ф. Ватутин служил в Бахмуте, Луганске и Чугуеве в 67-м стрелковом полку 23-й Харьковской стрелковой дивизии на должностях:
- Командир отделения (с декабря 1922 года);
- Командир взвода (с августа 1923 года);
- Помощник командира роты (с октября 1924 года); в этот период Ватутин также был слушателем Киевской Высшей объединённой военной школы;
- С ноября 1924 г. по март 1925 года — помощник начальника полковой школы;
- С ноября 1925 г. по август 1926 года — командир роты и начальник полковой школы 67-го стрелкового полка;

В августе 1926 года Ватутин выехал в Москву для поступления в Военную академию имени М. В. Фрунзе. В 1929 году был избран членом партийного бюро третьего курса, после чего продолжил обучение на Оперативном факультете той же академии. Окончив его в 1934 году, Ватутин был аттестован с весьма положительным отзывом, отмечавшим его силу воли, энергичность и авторитетность среди сослуживцев. В 1937 году Ватутин окончил Академию Генерального штаба.

### Служба в качестве штабного работника
1937 год

Комбриг Н. Ф. Ватутин 1937 год

- Помощник начальника оперативной части 7-й Черниговской стрелковой дивизии (с июня 1929 года);
- Помощник начальника 1-й части 7-й Черниговской стрелковой дивизии (с октября 1929 года);
- Помощник начальника 1-го отдела штаба Северо-Кавказского военного округа (Ростов-на-Дону) (июль 1930 года — декабрь 1931 года);
- Начальник штаба 28-й Горской стрелковой дивизии (Владикавказ) (декабрь 1931 года — март 1936 года);
- Слушатель оперативного факультета Военной академии имени М. В. Фрунзе (Москва) (с ноября 1933 года по 1934 год, по окончании обучения вернулся на прежнюю должность в дивизию);
- Начальник 1-го отдела штаба Сибирского военного округа (Новосибирск, квартира[уточнить]) (март 1936 года — октябрь 1936 года);
- Слушатель первого набора Академии Генерального штаба РККА; тема выпускной работы — «Роль укреплённых районов в современной войне» (октябрь 1936 года — июль 1937 года). Учился на ставшем позднее знаменитым «маршальском курсе» (на нём учились 4 будущих Маршала Советского Союза, 6 генералов армии, 8 генерал-полковников, 1 адмирал)[5];
- Заместитель начальника штаба Киевского Особого военного округа (Киев) 19 июля 1937 года — 1 ноября 1938 года);
- Начальник штаба Киевского Особого военного округа (Киев) (ноябрь 1938 года — июль 1940 года);
- Начальник оперативного управления Генерального штаба (Москва) (с 26 июля 1940 года);
- 1-й заместитель начальника Генерального штаба по оперативным вопросам и устройству тыла (Москва) (с 13 февраля 1941 года).

### Рост по партийной линии
- В 1929 году в академии — член бюро партийной организации третьего курса;
- В 1929—1930 годах — член партбюро штаба дивизии;
- В 1930—1931 годах — член партийного бюро штаба Северо-Кавказского военного округа;
- В 1932—1933 и 1935—1936 годах — член партбюро штаба дивизии;
- Одновременно в 1932—1933 годах Ватутина избирают членом дивизионной партийной комиссии и членом обкома[какого?] партии[источник не указан 18 дней];
- В 1938—1939 годах — член партбюро штаба Киевского военного округа;
- На XV конференции Коммунистической партии Украины Ватутин был избран членом Центральной Ревизионной Комиссии ЦК КП(б)У.

### Начало войны
Вечером 21 июня 1941 года после телефонного звонка в Генштаб начальника штаба Киевского военного округа генерал-лейтенанта М. А. Пуркаева, информировавшего о полученных от немецкого фельдфебеля-перебежчика данных о готовящемся нападении Германии на СССР утром 22 июня, Г. К. Жуков (как начальник Генштаба) и Ватутин (как его первый заместитель) подготовили отредактированную И. В. Сталиным Директиву № 1 наркома обороны СССР С. К. Тимошенко военным советам приграничных военных округов. В директиве сообщалось, что 22–23 июня возможно внезапное нападение Германии на СССР и ставилась задача войскам: быть в полной боевой готовности, не поддаваясь в то же время на возможные провокационные действия. Директива была немедленно передана в войска, но оказалась во многом запоздалой.
С 22 по 26 июня 1941 года Ватутин фактически возглавлял работу Генштаба (в это время Жуков находился на Юго-Западном фронте в качестве представителя Ставки Главного Командования).

### 30 июня 1941 — май 1942: начальник штаба Северо-Западного фронта

Военный Совет Северо-Западного фронта. В. Н. Богаткин, П. А. Курочкин, Н. Ф. Ватутин (справа)

30 июня 1941 года Ватутин был назначен начальником штаба Северо-Западного фронта (командующий — генерал-полковник Ф. И. Кузнецов). В тот же день он во главе группы генералов и офицеров направился автотранспортом в Псков, где располагался штаб фронта.
К моменту прибытия Ватутина в Псков обстановка на Северо-Западном фронте была сложной: его войска отступали из Прибалтики, перед противником открывалась возможность ударов на Ленинград и Москву. Северо-Западному фронту и его начальнику штаба в частности предстояли в ближайшем будущем тяжёлые испытания: требовалось отойти на Валдайскую возвышенность, обеспечить целостность фронта между Ленинградом и Москвой, содействовать обороне этих важнейших центров Советского Союза, фактически разрываясь в «войне на два фланга», и в то же время стремиться к ликвидации противостоящей группировки противника. Добиваться осуществления этих противоречивых целей предстояло в непростых условиях северного климата и болотистого рельефа. Горькая шутка была придумана офицерами Северо-Западного фронта: «местность, где Господь забыл разделить небо и землю».
Операции, проведённые в этот период:
- Прибалтийская стратегическая оборонительная операция.
- Оборона Пскова.
- Ленинградская стратегическая оборонительная операция.
- С перемещением штаба фронта в Новгород Ватутин принял активное участие в его обороне, непосредственно возглавив действовавшую здесь оперативную группу советских войск.
- Контрудар под Сольцами.
- Контрудар под Старой Руссой.
- Демянская оборонительная операция.
- Тихвинская оборонительная операция.
- Московская оборонительная операция.
- Калининская оборонительная операция.
- Тихвинская наступательная операция (10.11—30.12).
- Мало-Вишерская наступательная операция (10.11—30.12): СЗФ 59А, 52 отд. А, Новгородская АГ.
- Ржевско-Вяземская наступательная операция (08.01—20.04.42).
- Торопецко-Холмская операция (9 января — 6 февраля 1942): СЗФ, КФ 3 УА, 4 УА, 34А; 22, 39А КФ.
- Демянская наступательная операция (7 января — 20 мая 1942): СЗФ 1 УА, 3 УА, 4 УА, 11, 34А, 1, 2 гв. ск.

### 15 мая 1942 — 11 июля 1942: заместитель начальника Генштаба по Дальнему Востоку
В то время как события на Северо-Западном фронте развивались по худшему из сценариев, в Генеральном штабе РККА испытывали острую нехватку квалифицированных специалистов. Попытку вернуть Н. Ф. Ватутина в Москву в личной беседе с И. В. Сталиным предпринял А. М. Василевский. Однако Верховный Главнокомандующий неожиданно ответил: «А что, он не годится на фронте?» Как бы то ни было[уточнить], но перевод Н. Ф. Ватутина в Москву состоялся. Поводом для этого стала реорганизация Генерального штаба.
Ватутин в ходе реорганизации был назначен на должность заместителя начальника Генштаба по Дальнему Востоку. Реформа оказалась неудачной, и было принято решение вернуться к старой системе. Через месяц вернувшийся в Москву Н. Ф. Ватутин занимался решением совсем других задач.

### 14 июля — 22 октября 1942: командующий войсками Воронежского фронта
7 июля 1942 года по решению Ставки из войск левого крыла Брянского фронта был образован новый Воронежский фронт, в командование которым с 14 июля 1942 года вступил генерал-лейтенант Н. Ф. Ватутин. А. М. Василевский вспоминал, что Ватутин сам на совещании в Ставке предложил себя в качестве командующего вновь создаваемого фронта; это вызвало удивление Сталина, но после того, как Василевский поддержал Ватутина, Верховный Главнокомандующий согласился с назначением.
Гитлеровцы, узнав о назначении Ватутина командующим фронтом, стали разбрасывать листовки: «Этому штабному генералу под Воронежем успеха не иметь». Однако способности молодого генерала они явно недооценили. Ватутину удалось остановить продвижение противника и стабилизировать фронт, после чего его войска стали перемалывать живую силу и технику гитлеровцев. Напряжённые бои советских войск в районе Воронежа продолжались с июля по сентябрь 1942 года. Небольшие по масштабам наступательные операции имели незначительный успех, но общий оперативный результат оказался положительным: противник был вынужден полностью сохранять свою группировку в районе Воронежа и к северо-западу от него, лишившись возможности перебрасывать войска отсюда под Сталинград и на Кавказ.
Н. Ф. Ватутин испытывал сложности с формированием управления Воронежского фронта, которое по оценкам начальника штаба Воронежского фронта М. И. Казакова «протекало не один день и оказалось, вообще говоря, делом довольно сложным» в связи с недостатком опытных кадров. 12 июля силами 18-го танкового корпуса и нескольких стрелковых дивизий 60-й армии была предпринята попытка полностью очистить город от противника. Однако попытка провалилась: был занят лишь район больницы на северной окраине Воронежа.
Неделю спустя в течение двух дней проводилась новая операция c участием 38-й и 60-й армий, 2-го и 11-го танковых корпусов. На этот раз планировалось разбить противника ударами с двух направлений: из района Подгорное в обход Воронежа с запада (60-я армия) и по западному берегу реки Дон в общем направлении на Семилуки (38-я армия). Операция была осложнена необходимостью советских войск наступать на укрепления, построенные ими же весной 1942 года. Незначительная артиллерийская подготовка и прочная позиционная оборона с развитой системой траншей сыграли отрицательную роль для нападавших, которые не смогли осуществить поставленную задачу.
Операции, проведённые в этот период:
- Воронежско-Ворошиловградская стратегическая оборонительная операция
- Касторненская оборонительная операция

20 августа войска 63-й армии атаковали участок обороны 8-й итальянской армии и, разгромив дивизию «Сфорцеска», захватили Осетровский плацдарм. 
Во второй половине сентября 1942 года войска Воронежского фронта под командованием Н. Ф. Ватутина провели неудачную операцию с целью освобождения Воронежа от немецких войск. Несмотря на общий неуспех, на западном берегу Дона был занят Чижовский плацдарм, сыгравший впоследствии важную роль в наступлении войск 40-й армии.
22 октября 1942 года командующим Воронежским фронтом был вновь назначен генерал-лейтенант Ф. И. Голиков, а Н. Ф. Ватутина ожидало новое назначение.

### С 25 октября 1942: командующий войсками Юго-Западного фронта
25 октября 1942 года был образован Юго-Западный фронт 2-го формирования, в состав которого первоначально вошли входившие до этого в состав Донского фронта 21-я и 63-я армии, а также переброшенная с Брянского фронта 5-я танковая армия; командование фронтом было поручено Н. Ф. Ватутину. По замыслу Ставки, вновь образованному фронту предстояло сыграть важнейшую роль в рамках разработанного ещё в сентябре плана операции «Уран» (кодовое название Сталинградской стратегической наступательной операции советских войск).
Данная операция началась утром 19 ноября 1942 года именно с наступления войск Юго-Западного фронта (Сталинградский фронт начал наступление днём позже). После мощной артиллерийской подготовки войска Юго-Западного фронта прорвали оборону 3-й румынской армии, причём сразу на двух участках: 5-я танковая армия генерал-лейтенанта П. Л. Романенко — с плацдарма юго-западнее города Серафимович, а 21-я армия генерал-майора И. М. Чистякова — с плацдарма у станицы Клетской. Сильный снегопад и утренний туман не позволяли действовать авиации. Удар был мощный, противник не выдержал его и, охваченный паникой, стал отступать или сдаваться в плен; уже к исходу первого дня операции ударная группировка Юго-Западного фронта продвинулась вглубь на 30—35 км.
Попытки немецких частей, располагавшихся сзади румынских войск, контратаковать, к успеху не привели: эти части были буквально смяты введёнными в бой 1-м и 26-м танковыми корпусами. Утром 23 ноября передовые части 26-го танкового корпуса взяли город Калач. В тот же день войска 4-го танкового корпуса (командир — генерал-майор А. Г. Кравченко) Юго-Западного фронта и 4-го механизированного корпуса (командир — генерал-майор В. Т. Вольский) Сталинградского фронта встретились в районе хутора Советский, замкнув кольцо окружения сталинградской группировки противника (22 дивизии).
В декабре 1942 года успешные действия войск Юго-Западного и Сталинградского фронтов сорвали план Э. фон Манштейна по деблокированию окружённой в районе Сталинграда группировки Ф. Паулюса, что предрешило её судьбу. В рамках предусмотренной планами Ставки операции «Малый Сатурн» войска Юго-Западного фронта Н. Ф. Ватутина при участии сил левого крыла Воронежского фронта Ф. И. Голикова успешно провели во 2-й половине декабря Среднедонскую наступательную операцию и в начале января 1943 года вышли на линию Новая Калитва — Кризское — Чертково — Волошино — Миллерово — Морозовск, создав прямую угрозу всей кавказской группировке немецких войск.
За разгром немецких войск под Сталинградом 28 января 1943 года Н. Ф. Ватутин (вместе с А. М. Василевским, Н. Н. Вороновым, А. И. Ерёменко, Г. К. Жуковым и К. К. Рокоссовским) был награждён орденом Суворова I степени, оказавшись в числе первых кавалеров этого ордена.
Операции, проведённые в этот период:
- Сталинградская стратегическая наступательная операция (операция «Уран»)

- Среднедонская наступательная операция (операция «Малый Сатурн»)
- Острогожско-Россошанская наступательная операция

- Ворошиловградская наступательная операция (операция «Скачок»)

### С 28 марта 1943: командующий войсками Воронежского фронта (повторно)
28 марта 1943 года генерал армии Н. Ф. Ватутин вновь вступил в командование войсками Воронежского фронта. К тому времени войскам фронта, понёсшим большие потери в ходе Харьковской оборонительной операции и отступившим на 100—150 км, всё же удалось остановить немецкие войска на рубеже Краснополье, Белгород, река Северский Донец до Чугуева. Этот рубеж образовал южный фас того выступа линии фронта, который со временем получил название «Курской дуги».
На протяжении апреля — июня 1943 года на фронте наступила оперативная пауза, но обе стороны вели подготовку к летней кампании. Действия Н. Ф. Ватутина были направлены прежде всего на создании в зоне боевых действий фронта системы «глубоко эшелонированной обороны», включая занятие войсками как основных, так промежуточных и тыловых рубежей. При обсуждении планов действий фронтов летом 1943 года в районе Курской дуги Ставка ещё весной приняла решение начать кампанию с преднамеренной обороны.
Замысел преднамеренной обороны постепенно вызревал у Г. К. Жукова во время его длительного пребывания на Воронежском фронте в качестве представителя Ставки и в ходе совместного с Н. Ф. Ватутиным изучения обстановки и поступающих от разведки сведений. 8 апреля Жуков доложил его И. В. Сталину, 12 апреля замысел получил предварительное одобрение Ставки, а 21 апреля Н. Ф. Ватутин представил Верховному главнокомандующему доклад с детальным планом организации обороны войск Воронежского фронта и дальнейших его действий в рамках летней кампании.
В применении к Воронежскому фронту план преднамеренной обороны состоял в том, чтобы войска фронта измотали и обескровили наступающего на южном фасе Курской дуги противника, после чего, взаимодействуя со Степным фронтом И. С. Конева и правым крылом Юго-Западного фронта Р. Я. Малиновского, перешли в контрнаступление и завершили разгром противника в районе Белгорода и Харькова.
Разработанный Н. Ф. Ватутиным план преднамеренной обороны носил сложный, многоуровневый характер. Он преследовал цель не только обескровить противника на заранее подготовленных оборонительных рубежах, но и подготовить наилучшие условия для последующего контрнаступления на Харьков и далее по направлению к Днепру. В центр плана легла идея Ватутина о расколе ударного клина Группы армий «Юг» фельдмаршала Э. фон Манштейна за счёт сосредоточения сил и создания сильного оборонительного рубежа на стыке двух группировок противника — 4-й танковой армии под командованием Г. Гота и армейской группой В. Кемпфа.
5 июля 1943 года на участке обороны Воронежского фронта противник перешёл в наступление, организованность которого была серьёзно подорвана проведённой советскими войсками упреждающей артиллерийской контрподготовкой. Началась Курская стратегическая оборонительная операция — первый этап Курской битвы.
Операции в этот период:
- Курская битва:

- Курская стратегическая оборонительная операция
- Белгородско-Харьковская стратегическая наступательная операция

- Битва за Днепр:

- Черниговско-Полтавская стратегическая наступательная операция

- Сумско-Прилукская операция

- Днепровская воздушно-десантная операция
- Букринская наступательная операция
- Лютежская наступательная операция

### С 20 октября 1943: командующий войсками 1-го Украинского фронта
20 октября 1943 года на основании директивы Ставки Верховного Главнокомандования от 16 октября 1943 года Воронежский фронт переименован в 1-й Украинский фронт.
Операции в этот период:
- Битва за Днепр:

- Киевская наступательная операция
- Киевская оборонительная операция

- Днепровско-Карпатская стратегическая наступательная операция:
  - Житомирско-Бердичевская наступательная операция
  - Корсунь-Шевченковская наступательная операция
- Ровно-Луцкая наступательная операция

### Ранение и смерть

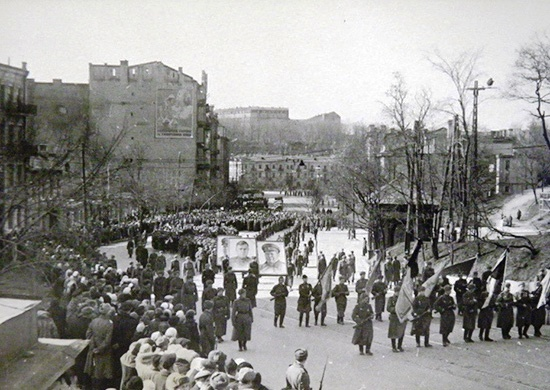
Похороны Н. Ф. Ватутина в Киеве
17 апреля 1944 года

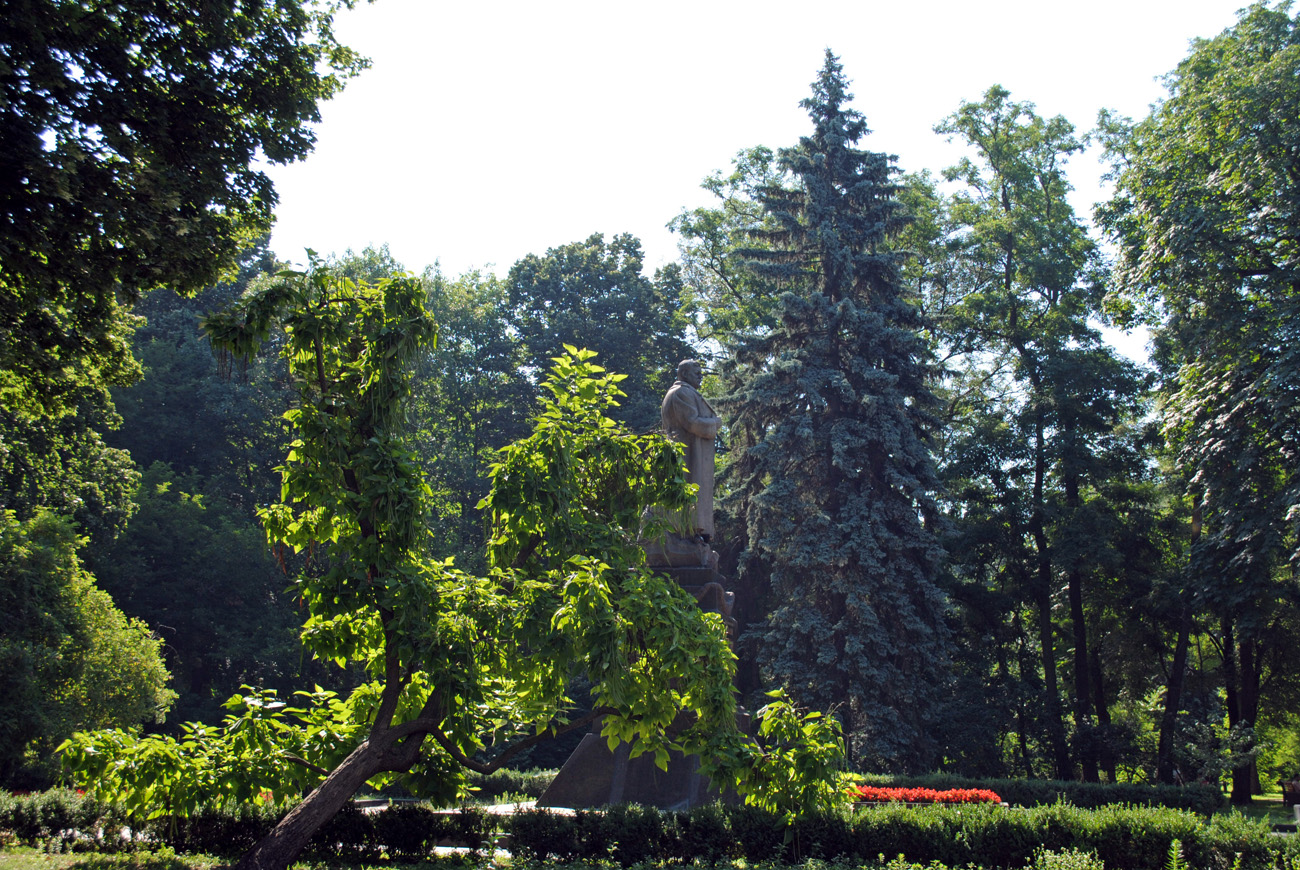
Могила Н. Ф. Ватутина в Мариинском парке в Киеве

Памятник в Киеве (демонтирован)

29 февраля 1944 года Н. Ф. Ватутин вместе со своим сопровождением выехал на двух машинах в расположение 60-й армии, чтобы проверить ход подготовки к очередной операции. Как вспоминал Г. К. Жуков, при въезде в одно из сёл «машины попали под обстрел УПА. Н. Ф. Ватутин, выскочив из машины, вместе с офицерами вступил в перестрелку, во время которой был ранен в бедро».
Картина боестолкновения видна из составленной 6 марта 1944 года докладной записки начальника Управления контрразведки «Смерш» 1-го Украинского фронта генерал-майора Н. А. Осетрова. В записке говорится, что 29 февраля 1944 г. Н. Ф. Ватутин выехал из Ровно (где тогда располагался штаб 13-й армии генерал-лейтенанта Н. П. Пухова) в Славуту — в штаб 60-й армии генерал-лейтенанта И. Д. Черняховского. Однако примерно в 19.00 у въезда в село Милятин Острожского района (юг Ровенской области) машину генерала и сопровождавшие его машины обстреляла «группа численностью в 100—200 человек»; при этом командующий получил тяжёлое ранение в ногу. Осетров отмечал исключительно высокую активность вооружённых групп украинских националистов на юге Ровенской области, где эти группы пользовались поддержкой местного населения. По сведениям начальника Отдела контрразведки «Смерш» 13-й армии М. П. Александрова, схваченный «бандеровец» из действовавшей в районе Милятина сотни «Зелёного» показал, что в столкновении участвовали бойцы этой сотни (которые в тот день в количестве 80—90 чел. грабили попавший в засаду близ села красноармейский обоз); впрочем, достоверность этих показаний вызывает у историков серьёзные сомнения. Обращает на себя внимание тот факт, что командующий передвигался по неразведанному ранее маршруту без сопровождения своего взвода охраны, отправленного ранее по другой дороге. УПА перехватила дорогу у Милятина за несколько часов до этого и уже расстреляла обоз с минами и грузовую машину тыла армии. Имея возможность отступить, штабная группа, тем не менее вступила в перестрелку, что привело в итоге к ранению Ватутина (сквозное пулевое ранение со входным отверстием в правой ягодичной области, косым переломом кости и выходом пули на наружно-передней поверхности бедра).
Тяжело раненого военачальника на автомобиле отвезли в госпиталь 13-армии (Ровно), где его осмотрел генерал-майор медицинской службы И. Н. Ищенко, а 2 марта на поезде доставили в киевский госпиталь. В Киев были вызваны лучшие военные врачи А. Н. Бакулев, М. С. Вовси, В. Н. Шамов и С. С. Юдин, гематолог А. А. Богомолец, позднее к больному прибыл и главный хирург Красной армии Н. Н. Бурденко. Несмотря на оперативное вмешательство и использование в ходе лечения новейшего пенициллина, с 23 марта у Ватутина развилась газовая гангрена. Консилиум врачей во главе с профессором Шамовым предложил высокую ампутацию правой ноги, как единственное средство спасения раненого, но Ватутин отказался (по другой версии, операцию всё же произвели 5 апреля 1944 года). Спасти генерала так и не удалось, и 15 апреля 1944 года он скончался в госпитале от заражения крови.
17 апреля генерала армии Н. Ф. Ватутина похоронили в Киеве, в Мариинском парке. На похоронах — наряду с военачальниками и руководителями Советской Украины — присутствовали дети Ватутина, его жена Татьяна Романовна и мать Вера Ефимовна (в феврале от боевых ран умер её сын Афанасий, в марте погиб на фронте младший сын Семён, а теперь она хоронила третьего сына). Траурную вахту у гроба несли С. А. Ковпак, А. Ф. Федоров, А. Н. Сабуров и др[уточнить]. В день похорон Москва отдала последнюю почесть полководцу 24 артиллерийскими залпами. В январе 1948 года на его могиле был установлен памятник (демонтирован в феврале 2023 вместе с барельефом) общей высотой 8,55 м с надписью на украинском языке: «Генералу Ватутину от украинского народа» (с 1965 года — «Герою Советского Союза»), скульптор Е. В. Вучетич, архитектор Я. Б. Белопольский.
В литературе, рассчитанной на массового читателя, обстоятельства ранения Н. Ф. Ватутина не всегда уточнялись: так, в биографии полководца, написанной М. Г. Брагиным и изданной в 1954 году, говорится лишь, что он «был ранен вражеской пулей», но имя врага не конкретизировано. В серьёзной исторической литературе конкретика имелась: например, в X томе «Всемирной истории» (1965 г.) говорится: «29 февраля украинскими националистами был смертельно ранен командующий 1-м Украинским фронтом генерал армии Н. Ф. Ватутин». 
Однако позже определённое[какое?] хождение получила также версия, что никакой засады, устроенной УПА, не было, а автомобиль Ватутина был обстрелян немцами, прорывавшимися из окружения; именно так показано ранение Ватутина в киноэпопее Ю. Н. Озерова «Освобождение» (фильм «Направление главного удара», 1971 год).

## Воинские звания
| № | Дата присвоения | Звание:           |
| - | --------------- | ----------------- |
| 1 | 29.11.1935      | Полковник         |
| 2 | 17.02.1938      | Комбриг           |
| 3 | 17.02.1939      | Комдив            |
| 4 | 04.11.1939      | Комкор            |
| 5 | 04.06.1940      | Генерал-лейтенант |
| 6 | 07.12.1942      | Генерал-полковник |
| 7 | 12.02.1943      | Генерал армии     |

## Награды
- Медаль «Золотая Звезда» (6 мая 1965, посмертно)
- Два ордена Ленина (23 февраля 1941; 6 мая 1965, посмертно)
- Орден Красного Знамени (6 ноября 1941)
- Орден Суворова I степени (28 января 1943)
- Орден Кутузова I степени (23 августа 1943)
- Медаль «XX лет Рабоче-Крестьянской Красной Армии» (22.02.1938)
- Медаль «За оборону Сталинграда»
- Военный крест (Чехословакия, 21.12.1943)[48]
- Орден Боевого Красного Знамени «За воинскую доблесть» (Монгольская Народная Республика, 4.12.1943)[49][50]

## Память

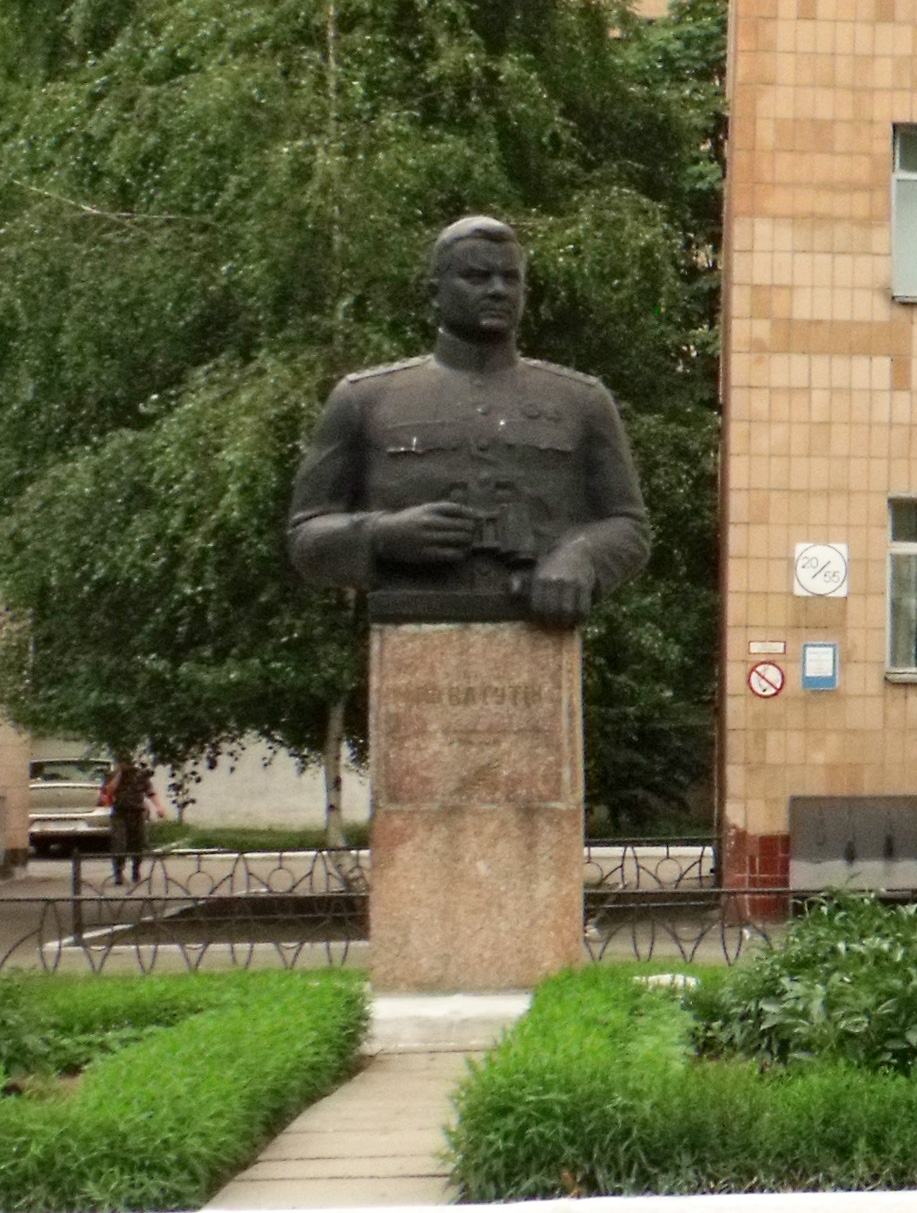
Памятник в Полтаве (демонтирован в июле 2023 года[51])
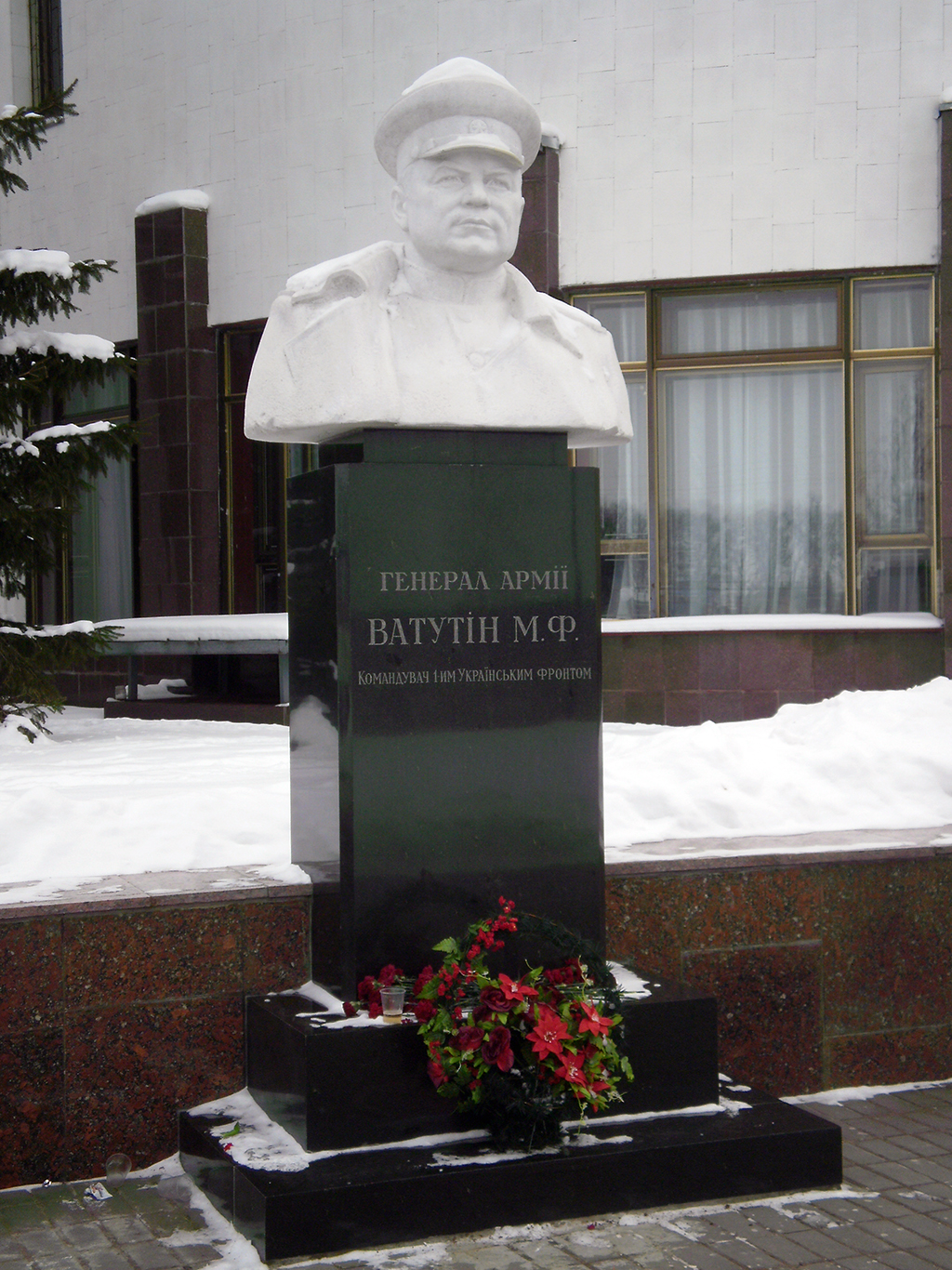
Памятник в музее освобождения Киева, в с. Новые Петровцы
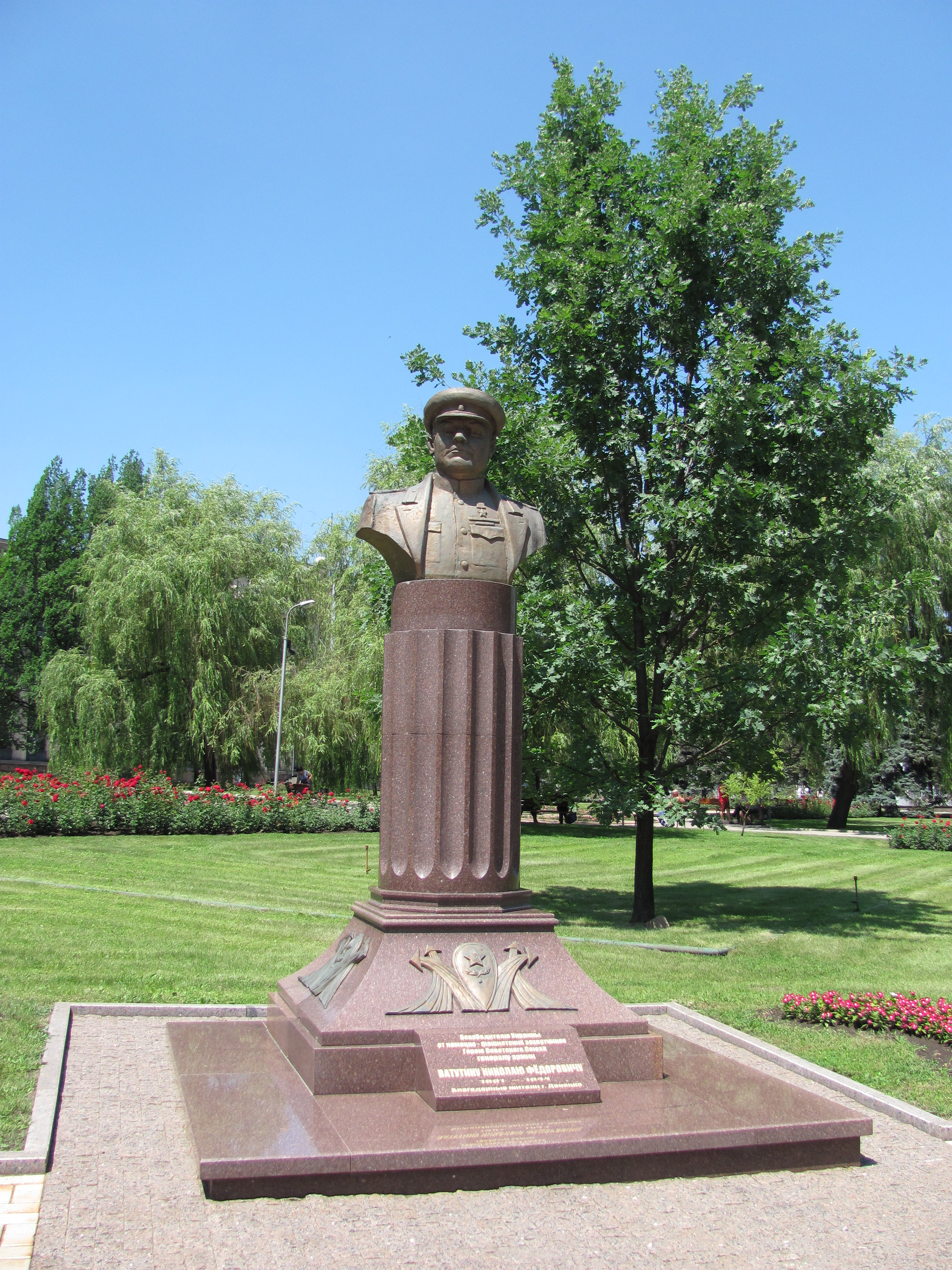
Памятник в Донецке

### Памятники
- 8 сентября 2009 года в Донецке был установлен памятник работы скульпторов Фёдора и Виктора Пискунов.
- Памятная табличка, бюст, проспект и улица Ватутина (Белгород).
- Памятник, город Валуйки, Привокзальная площадь.
- Дом-музей и памятник в селе Ватутино (бывшее Чепухино) Валуйского района Белгородской области.
- Памятник Генералу Ватутину (памятная стела) в поселке Ватутино Харьковской области, скульптор Александр Сорудейкин, октябрь 2012 года.
- Памятник, село Никаноровка, Белгородская область.
- Памятник, город Старый Оскол, стадион имени Ватутина.
- Памятник Ватутину в городе Димитровград Ульяновской области.
- Памятник Ватутину в городе Усолье-Сибирское Иркутской области.
- Бюст на территории штаба Вислинской мотострелковой дивизии Западного военного округа в Белгородской области.
- Памятная доска на улице Ватутина в городе Гомель, Беларусь.
- Памятник в селе Муром, Шебекинский муниципальный округ, Белгородская область.
- Памятник в селе Мандрово, Валуйский район, Белгородская область.
- Памятник в селе Белый Колодезь, Вейделевский район, Белгородская область

В марте 2015 года в связи с событиями[какими?] на Украине, 85-летняя дочь Ватутина Елена обратилась к российским властям с просьбой перенести прах полководца из Киева на Федеральное военное мемориальное кладбище в Мытищах.

Осквернённый памятник генералу Ватутину в Киеве

#### Вандализм и снесённые памятники
- 18 мая 2017 года неизвестные облили красной краской памятник Н. Ф. Ватутину в Киеве, в августе того же года — в Полтаве. До этого памятник в Киеве уже подвергался нападению вандалов — неизвестные повесили на него табличку с надписью: «Палач, уничтоженный украинскими националистами».
- 21 марта 2018 года представители нацкорпуса разбили кувалдами памятник Н. Ф. Ватутину в Бердичеве[53].
- 30 апреля 2018 года в Сумской области Украины неизвестные украли памятник советскому полководцу.
- В марте 2019 года в селе Феськовка Черниговской области представители националистической организации разбили бюст Ватутина, в апреле 2019 года в селе Новые Боровичи Черниговской области радикалы повалили бюст полководца на землю[54].
- 25 января 1948 года в Киеве на могиле Ватутина установлен памятник работы Е. В. Вучетича[55][56]. Демонтирован по решению украинских властей 9 февраля 2023 года и перенесён в Музей авиации[57].

- В июле 2023 года в Полтаве был демонтирован памятник генералу Ватутину[51].

### Географические объекты
- Вату́тинки (Ватутинки-1, пос. 36 км.[уточнить]) — посёлок в Новомосковском административном округе Москвы, на территории поселения Десёновское, недалеко от города Троицка.
- село Ватутино (бывшее Чепухино) Валуйского района Белгородской области.
- Ватутино, город на Украине.
- Посёлок Ватутино, Нововодолажский район Харьковской области.
- В Луганске есть квартал Ватутина в Жовтневом районе города.
- Микрорайон Ватутино города Енакиево.
- село Ватутино, Сахалинская область.
- село Ватутинаул, село в Чеченской Республике (в 1944—1957 гг.)

#### Улицы и проспекты, организации

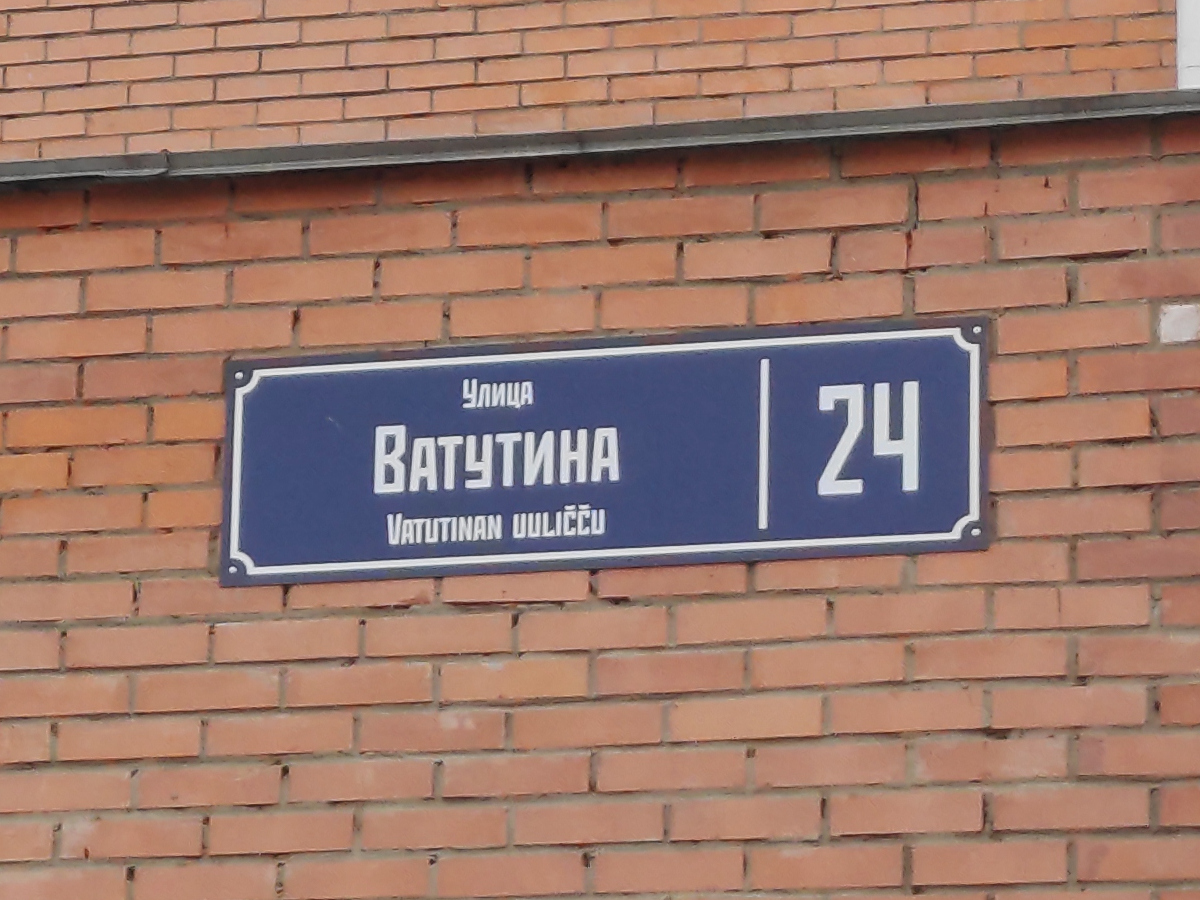
Адресная табличка на улице Ватутина в Петрозаводске

Улицы и проспекты имени Н. Ф. Ватутина есть в следующих населённых пунктах:
Алматы (Казахстан), Актобе (Казахстан), Анна, Апрелевка, Артём, Атырау (Казахстан), Ахтубинск, Белая Церковь, Белгород, Борисов, Буй, Владивосток, Владикавказ, Владимир, Валуйки, Винница, Витебск, Волгоград, Воркута, Воронеж, Вулканешты (Молдавия), Дальнегорск, Докучаевск, Дзержинск, Гомель, Гродно, Городец, пос. Гоща (Ровенская область), Дебальцево, Днепр, Добруш, Донецк, с. Душкино, Екатеринбург, Железногорск-Илимский, Житомир, Жёлтые Воды, Запорожье, Измаил, Иркутск, Йошкар-Ола, Казань, Калач, Калининград, Каменское, Капустин Яр, Керчь, Киев, Кинель (Самарской области), Ковров, Коломна, Колпашево (Томская область), Конотоп, Коркино, Кременчуг, Кривой Рог, Курск, Липецк, Лисичанск, Лубны, Луганск, Лысьва, Макеевка, Мариуполь, с. Надеждинка, Красноармейского района Донецкой обл., Междуреченск, Минск, Михайловка, Москва, Можайск, Нальчик, Нижний Новгород, Нижний Тагил, Николаев, Новокузнецк, Новосибирск, Нурлат, Одесса, Омск, Орск, Осиповичи, Пенза, Первоуральск, Петрозаводск, Петропавловск (Казахстан), Петропавловск-Камчатский, Подольск, Полтава, пос. Поныри (Курская область), Санкт-Петербург, Саранск, Севастополь, Североуральск, Соликамск, Старый Оскол, Стерлитамак, Сызрань, Сходня, Таганрог, с. Твардица (Молдавия), Темиртау (Казахстан), Тирасполь (Приднестровье), Тула, Тюмень, Ульяновск, Уральск (Казахстан), Усолье-Сибирское, Уссурийск, Усть-Каменогорск (Казахстан), Уфа, Хабаровск, Харьков, Химки, Чапаевск, Чебоксары, Черкассы, Чернигов, Чита, Чусовой, Шадринск, Щёлково, Яя.
Часть геонимов имени Ватутина в Украине переименованы в рамках кампании по декоммунизации — в частности, улица Ватутина в Херсоне стала Баранова-Россине, в Черновцах — ул. Степана Бандеры. 1 июня 2017 года Киевсовет принял решение о переименовании проспекта Генерала Ватутина, в проспект Романа Шухевича (командира УПА).
Имя Ватутина с 1973 по 1995 год носило Полтавское высшее военное зенитное ракетное командное Краснознамённое училище.
В 2019 году имя Н. Ф. Ватутина присвоено Военному учебному центру при Белгородском государственном технологическом университете имени В. Г. Шухова.
В 2021 году имя Николая Федоровича Ватутина присвоено МБОУ Лицей № 25 города Димитровград Ульяновской области. В школе действует музей Боевой Славы «Курская битва. Н. Ф. Ватутин».

### Суда
- Теплоход «Генерал Ватутин».

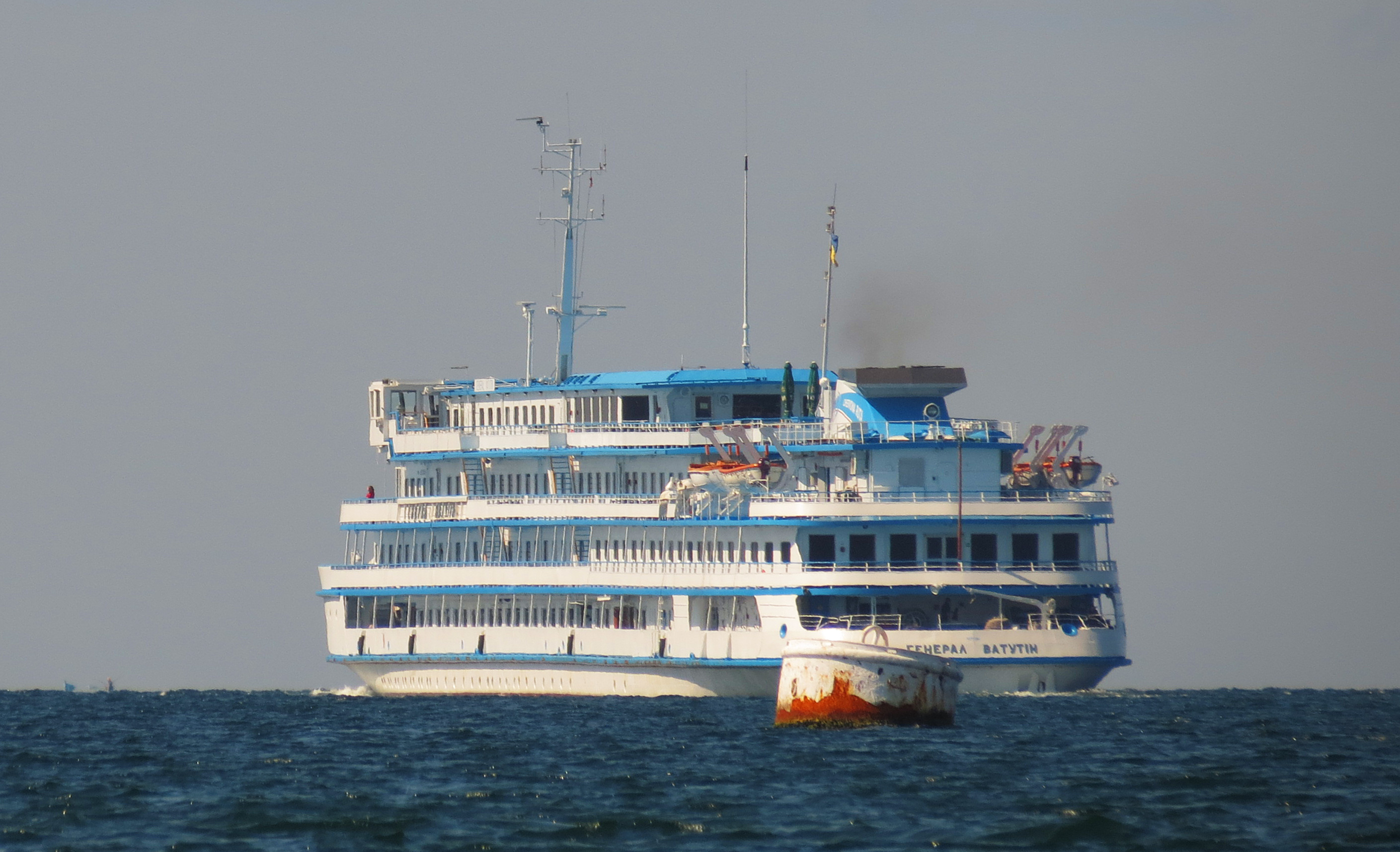
Теплоход «Генерал Ватутин»

- Теплоход «Генерал Н. Ф. Ватутин» (1960 — н.в., с 2012 г. Русь Великая)[64].
- Пароход «Генерал Ватутин» бывш. Jay Cooke, бортовой номер 999 (06.1944 — †19.12.1947г; взорвался в порту Магадан со всем экипажем)[65].

### Театр и кинематограф
В 1944 году советский драматург Любомир Дмитерко написал пьесу «Хрещатый яр», посвящённую героической обороне Киева (поставлена в 1944 году в театре имени Франко в Киеве), в новой редакции название пьесы было изменено на «Генерал Ватутин» (поставлена в 1947 году в театре имени Шевченко в Харькове, затем неоднократно ставилась в других театрах СССР).
Киновоплощения:
- Владимир Головин («Сталинградская битва», 1949)
- Сергей Харченко («Освобождение», 1970)
- Анатолий Пазенко («От Буга до Вислы», 1980)
- Анатолий Пазенко («Если враг не сдаётся…», 1983)
- Виктор Павлов (Контрудар, 1985)
- Анатолий Пазенко («Война на западном направлении», 1990)

### Другое
В советское время Валуйский городской комитет ДОСААФ учредил радиолюбительский диплом «Н. Ф. Ватутин», который присуждался за проведение связей с любительскими радиостанциями города Валуйки и Белгородской области.

## Оценки современников
Маршал Г. К. Жуков писал в своих «Воспоминаниях» о Н. Ф. Ватутине, что тот был «высокоэрудированным и мужественным военачальником», «отличался исключительным трудолюбием и широтой стратегического мышления», был «прекрасным штабистом, который обладал завидной способностью коротко и ясно излагать свои мысли и к тому же имел на редкость красивый и чёткий почерк», причём «чувство ответственности за порученное дело было у него развито чрезвычайно».
Маршал А. М. Василевский отмечал: «Генерал Ватутин по заслугам снискал себе общее признание и всенародную любовь. Его имя — имя выдающегося мастера вождения войск, пламенного патриота Отечества, коммуниста, любимца солдат, навсегда связано с нашими победами под Сталинградом и Курском, при форсировании Днепра и освобождении Киева, на Правобережной Украине».
Генерал-полковник И. М. Чистяков вспоминал:

С Н. Ф. Ватутиным я был знаком ещё по боям под Москвой, когда командовал 8-й гвардейской Панфиловской стрелковой дивизией. Уже тогда, общаясь с ним, понял, какой большой военной культурой, широтой оперативного кругозора он обладает! Н. Ф. Ватутин умел удивительно просто и ясно излагать обстановку, предвидеть развитие событий и, что ещё более важно, вселять уверенность в успехе задуманного. 

И ещё было одно замечательное качество у Николая Фёдоровича. Он умел слушать других, не давить своими знаниями и авторитетом. С ним мы, его подчинённые, чувствовали себя свободно, что, понятно, развязывало инициативу. Даже когда он подсказывал верное решение, то делал это, как и К. К. Рокоссовский, так незаметно и в то же время убедительно, что подчинённый принимал его решение как своё.

Очень были для меня полезны встречи с генералом армии Николаем Фёдоровичем Ватутиным. Николай Фёдорович подробно рассказывал мне о прорыве немецкого фронта на Дону в ноябре 1942 года, о продвижении наших войск от Дона до Северного Донца. Его рассказы были крайне интересны. Он никогда не преуменьшал в своих рассказах силы противника, не переоценивал и наши успехи, с полной беспощадностью вскрывая недостатки, мешающие нашей армии.
— Маршал Советского Союза В. И. Чуйков. Гвардейцы Сталинграда идут на запад. — М.: Советская Россия, 1972. — С. 45.

Николай Фёдорович Ватутин имел высокую теоретическую и практическую подготовку в оперативном отношении, которую он приобрёл за время службы в общевойсковых штабах. Очень часто его можно было видеть над оперативной картой, куда непрерывно наносилась обстановка. Впрочем, у него можно было видеть и другую карту, на которую Николай Фёдорович исподволь набрасывал свои замыслы, различные варианты предполагаемых действий. Такова была его методика работы.

Ватутин был, бесспорно, талантливым полководцем.
— Главный маршал артиллерии Н. Н. Воронов. На службе военной. (Военные мемуары). — М.: Воениздат, 1963, С.262.

Этот генерал был как бы особым. Особенность его заключалась в том, что он почти непьющий <…>Кроме того, он очень трудоспособен и очень хорошо подготовлен в военном отношении— Никита Хрущёв Воспоминания: избранные фрагменты/Никита Хрущёв; сост. А. Шевеленко. — М.: Вагриус, 2007. — 512 с.; ил. ISBN 978-5-9697-0517-3

## Комментарии
1. ↑  С. М. Штеменко писал по поводу реорганизации Генштаба: «В Генеральном штабе произошла реорганизация. Начальниками направлений назначались лица, командовавшие фронтами и армиями, или, по крайней мере, начальники штабов объединений. Предполагалось, что эти люди, обладающие авторитетом и опытом, сумеют лучше влиять на события и более оперативно осуществлять связь с действующей армией. Им предоставлялось право лично докладывать в Ставке. До этого прежние начальники направлений с докладами в Ставку не ездили».
2. ↑  Командующий 40-й армией генерал К. С. Москаленко отмечал:
«В течение июля, августа и сентября 1942 года в районе Воронежа советские войска вели напряжённые бои …Общий оперативный результат оказался весьма положительным: противник был вынужден полностью сохранять свою группировку в районе Воронежа и к северо-западу от него, лишился возможности перебрасывать войска отсюда под Сталинград и на Кавказ».
3. ↑  Как отмечал начальник штаба Воронежского фронта генерал М. И. Казаков: «…Воронежский фронт (в октябре 1942 года. — авт.) удерживал перед собой не менее тридцати вражеских дивизий, которые очень бы пригодились немецко-фашистскому командованию под Сталинградом».

## Видео
- [ Дом-музей полководца Н. Ф. Ватутина.] Студия Белгородского историко-художественного музея-диорамы "Курская битва. Белгородское направление
- [Украина избавляется от праха Героев-освободителей.] Сюжет ТВЦ.
- Замулин В. Н. Валерий Замулин о полководческом гении Н. Ф. Ватутина // TacticMedia